# Ascensorul Boca do Vento
Ascensorul Boca do Vento (în portugheză Elevador da Boca do Vento), este un ascensor din freguesia portugheză Almada, Cova da Piedade, Pragal e Cacilhas, în municipalitatea Almada din districtul Setúbal. Ascensorul conectează nordul municipalității „Almada Velha” cu faleza de sud a fluviului Tejo.
Ascensorul este un monument protejat, fiind înscris în lista monumentelor istorice cu codul IPA Antigo: PT031503010044

## Istoric
Construcția ascensorului a început în 1999 și a durat aproximativ un an. A fost inaugurat pe 24 iunie 2000.

## Localizare și arhitectură
Ascensorul este localizat în aria urbană situată de-a lungul malului sudic al fluviului Tejo, într-o zonă stâncoasă, și este orientat către nord, oferind o panoramă a orașului Lisabona dinspre Almada Velha. Baza de pe malul fluviului, perpendiculară pe centrul vechi al orașului și paralelă cu fluviul și cu debarcaderul, este construită într-un parc ce conectează puncte importante de pe malul sudic al fluviului, printre care Fonte da Pipa (Izvorul Pipa), Museu Náutico e Arqueológico (Muzeul Nautic și Arheologic), Cais da Câmara (Cheiul Municipal, folosit de taxiurile fluviale ale orașului) și fostele depozite.
Parcul Jardim do Rio (Grădina Fluviului) în care e construită baza ascensorului a fost conceput de arhitectele Helena Moreira și Anabela Felício și este caracterizat printr-o axă principală care începe la Fonte da Pipa și conectează și integrează structura ascensorului. Aceasta este evidențiată din punct de vedere estetic și se sprijină pe o platformă decorată cu mozaic alb-albastru. Unele stânci căzute de pe faleză au fost și ele integrate în grupul arhitectonic ce mai include specii exotice de plante și pietre de pavaj portugheze care formează spații circulare.
La capătul superior al ascensorului se află o platformă metalică acoperită cu o podea de lemn, platformă care asigură vederea panoramică, dar și accesul către partea superioară a falezei. Un trotuar care urmează conturul falezei conduce către un pavilion cu tavan înalt în care se află un restaurant și casele de bilete.
Cabina ascensorului este acționată de un motor electric care folosește un variator de frecvență și este protejată de un cadru metalic robust. Între camera mașinilor și casele de bilete este instalat un sistem intercom. Suplimentar față de accesul la partea inferioară și cea inferioară, turnul ascensorului este echipat cu patru ieșiri de urgență.

## Caracteristici tehnice

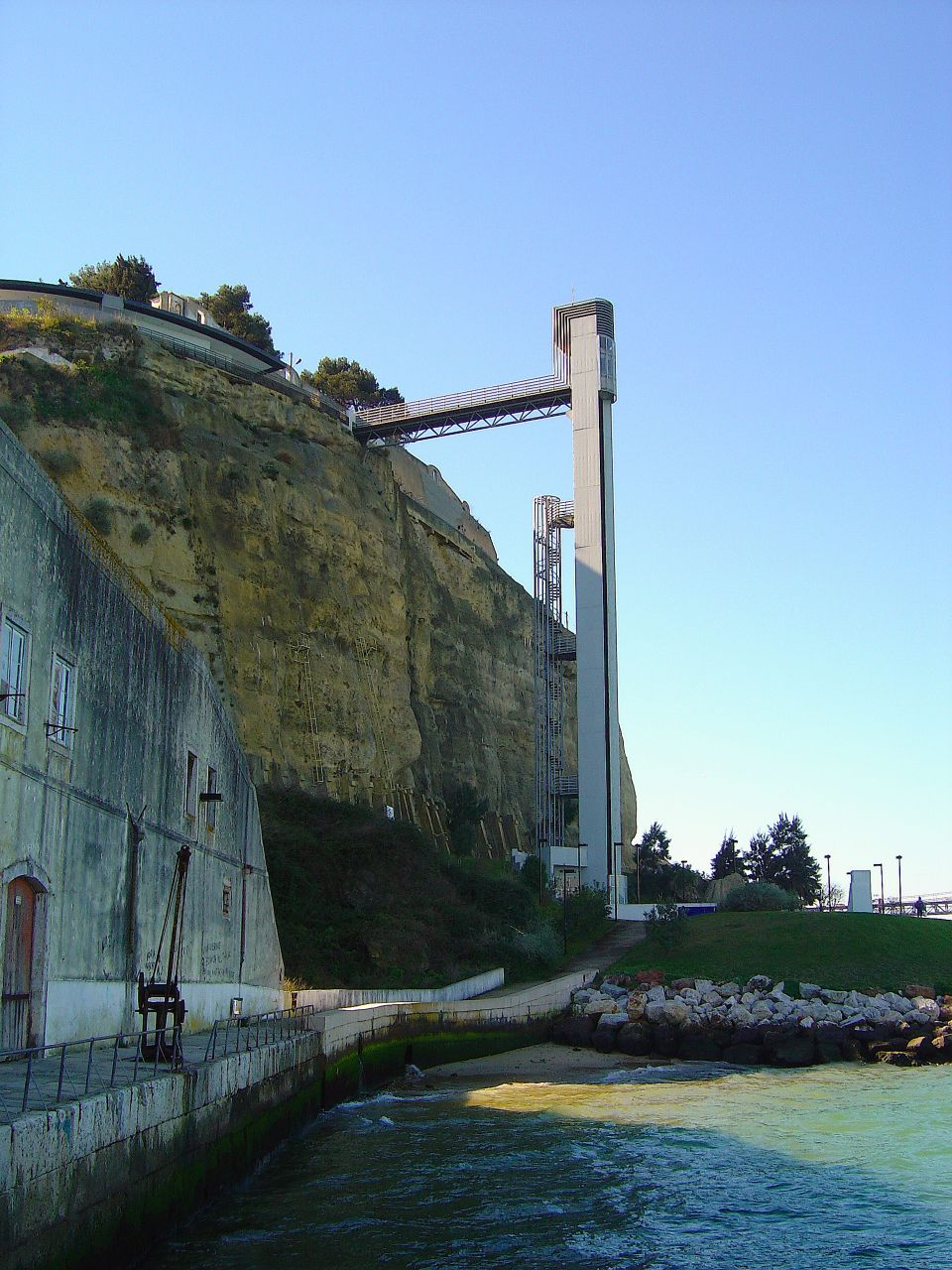
Vedere a ascensorului de la baza falezei.

Turnul structurii este înalt de 50 de metri și asigură o cursă a ascensorului de 42,4 metri. Baza turnului este fundată pe 15 piloți forați cu adâncimi de 15 metri și diametre de 0,8 m. Tehnologia de lucru a fost prin cofrare cu glisare continuă. Întreaga structură metalică a ascensorului cântărește 42 de tone.
Ascensorul propriu-zis are o capacitate de 1600 kg, respectiv 21 de persoane la o singură cursă. Cabina exterioară, care asigură o vedere panoramică, este construită din oțel inoxidabil, iar viteza de ascensiune a acesteia este de 1 m/s.
Lucrarea a fost executată de compania SETH (Sociedade de Empreitadas e Trabalhos Hidráulicos.), după un proiect al arhitectului José Aurélio, iar fabricantul structurii a fost firma OTIS.
Ascensorul funcționează zilnic, între orele 08:00 și 24:00, iar prețul unei călătorii pentru o persoană este de 1 euro.
| Date tehnice     | Date tehnice | Date tehnice |
| Caracteristică   | Valoare      | Unitate      |
| ---------------- | ------------ | ------------ |
| Înălțime         | 50           | m            |
| Înălțimea cursei | 42,4         | m            |
| Masă             | 42           | t            |
| Capacitate       | 1600         | kg           |
| Capacitate       | 21           | persoane     |
| Viteză           | 1            | m/s          |
| Timp ascensiune  | 1            | min          |